# Lyngdal (gemeente)
Lyngdal is een gemeente in de Noorse provincie Agder in het zuiden van het land.  Op eigen verzoek fuseerde de gemeente per 1 januari 2020 met Audnedal. De fusiegemeente, met ruim 10.000 inwoners, heet ook Lyngdal.

## Plaatsen in de gemeente
- Alleen
- Austad
- Kvås
- Lyngdal (plaats)
- Skomrak
- Svenevik

## Geboren
- Abraham Berge (1851-1936), politicus

Arendal · Birkenes · Bygland · Bykle · Evje og Hornnes · Farsund · Flekkefjord  · Froland · Gjerstad · Grimstad · Hægebostad · Iveland · Kristiansand · Kvinesdal · Lillesand · Lindesnes · Lyngdal · Risør · Sirdal · Tvedestrand · Valle · Vegårshei · Vennesla · Åmli · Åseral 

Fylker van Noorwegen